# Тушна
Тушна (рос. Тушна) — село в Сенгилєєвському районі Ульяновської області Російської Федерації.
Населення становить 1141 особу. Входить до складу муніципального утворення Тушнинське сільське поселення.

## Історія
Населений пункт розташований на території українського культурного та етнічного краю Жовтий Клин.
Від 2004 року входить до складу муніципального утворення Тушнинське сільське поселення.

## Населення
| 2010 |
| ---- |
| 1141 |